# Élections générales québécoises de 1892
L'élection générale québécoise de 1892 est tenue le 8 mars 1892 afin d'élire à l'Assemblée législative du Québec les députés de la 8e législature. Il s'agit de la 8e élection générale dans cette province du Canada depuis la confédération de 1867. Le Parti conservateur du Québec, dirigé par Charles-Eugène Boucher de Boucherville, est porté au pouvoir et forme un gouvernement majoritaire.

## Contexte
Sur la foi d'un rapport d'enquête commandé à la suite de l'affaire de la Baie des Chaleurs, le lieutenant-gouverneur Auguste-Réal Angers démet de ses fonctions Honoré Mercier le 16 décembre 1891 et appelle le conseiller législatif conservateur Charles-Eugène Boucher de Boucherville à former un gouvernement. Celui-ci déclenche immédiatement des élections car son parti est minoritaire à l'Assemblée législative.
Les conservateurs, probablement aidés par les accusations de corruption qui pèsent contre Mercier, remportent les élections. Le premier ministre Boucher de Boucherville, qui siège au Conseil législatif plutôt qu'à l'Assemblée législative, laisse le soin à Louis-Olivier Taillon de diriger le parti ministériel en Chambre. Du côté des libéraux, Honoré Mercier a été réélu dans sa circonscription, mais comme il est en instance de subir son procès, il cède le poste de chef de l'opposition à Félix-Gabriel Marchand. Mercier est subséquemment acquitté, mais sa carrière politique est finie.
Boucher de Boucherville quitte le poste de premier ministre un an plus tard. Il lui succède Louis-Olivier Taillon, qui démissionne également en 1896, cédant les postes de premier ministre et chef du Parti conservateur à Edmund James Flynn. Ce devait être la dernière fois que le Parti conservateur remporte le pouvoir au Québec.

## Dates importantes
- 23 décembre 1891 : Émission du bref d'élection.
- 8 mars 1892 : scrutin
- 26 avril 1892 : ouverture de la session.

## Résultats
| Conservateur | Libéral   | Conservateur indépendant |
| 51 sièges    | 21 sièges | 1 siège                  |
| ^            |           |                          |
| majorité     |           |                          |

### Résultats par parti politique
| Partis | Partis                   | Chef                                   | Candidats | Sièges | Sièges | Voix    | Voix   | Voix    |
| Partis | Partis                   | Chef                                   | Candidats | 1890   | Élus   | Nb      | %      | +/-     |
| --- | ------------------------ | -------------------------------------- | --------- | ------ | ------ | ------- | ------ | ------- |
| | Conservateur             | Charles-Eugène Boucher de Boucherville | 69        | 23     | 51     | 91 579  | 52,4 % | +7,00 % |
| | Libéral                  | Félix-Gabriel Marchand                 | 61        | 43     | 21     | 76 280  | 43,7 % | -0,89 % |
| | Conservateur indépendant | Conservateur indépendant               | 3         | 1      | 1      | 1 126   | 0,6 %  | -0,43 % |
| | Ouvrier                  |                                        | 1         | 1      | 0      | 2 025   | 1,2 %  | -0,08 % |
| | Libéral indépendant      | Libéral indépendant                    | 2         | -      | -      | 1 943   | 1,1 %  | -0,78 % |
| | National                 |                                        | 2         | 5      | 0      | 1 774   | 1 %    | -4,85 % |
| | Indépendant              | Indépendant                            | 1         | -      | -      | 24      | 0 %    | -       |
| Total | Total                    | Total                                  | 139       | 73     | 73     | 174 751 | 100 %  |         |
| Le taux de participation lors de l'élection était de 69,1 % et 1 757 bulletins ont été rejetés. Il y avait 294 335 personnes inscrites sur la liste électorale pour l'élection, toutefois seules 255 455 personnes avaient plus d'un candidat dans leur district. |                          |                                        |           |        |        |         |        |         |

### Résultats par circonscription
- Argenteuil : William John Simpson (Parti conservateur)
- Arthabaska : Joseph-Éna Girouard (Parti libéral)
- Bagot : Milton McDonald (Parti conservateur)
- Beauce : Joseph Poirier (Parti conservateur)
- Beauharnois : Élie-Hercule Bisson (Parti conservateur)
- Bellechasse : Adélard Turgeon (Parti libéral)
- Berthier : Victor Allard (Parti conservateur)
- Bonaventure : Honoré Mercier (Parti libéral)
- Brome : Rufus Nelson England (Parti conservateur)
- Chambly : Louis-Olivier Taillon (Parti conservateur)
- Champlain : Pierre Grenier (Parti conservateur)
- Charlevoix : Joseph Morin (Parti libéral)
- Châteauguay : William Greig (Parti conservateur)
- Chicoutimi-Saguenay : Honoré Petit (Parti conservateur)
- Compton : John McIntosh (Parti conservateur)
- Deux-Montagnes : Benjamin Beauchamp (conservateur indépendant)
- Dorchester : Louis-Philippe Pelletier (Parti conservateur)
- Drummond : Joseph Peter Cooke (Parti conservateur)
- Gaspé : Edmund James Flynn (Parti conservateur)
- Hochelaga : Joseph-Octave Villeneuve (Parti conservateur)
- Huntingdon : George Washington Stephens (Parti libéral)
- Iberville : François Gosselin (Parti libéral)
- Jacques-Cartier : Joseph-Adélard Descarries (Parti conservateur)
- Joliette : Joseph-Mathias Tellier (Parti conservateur)
- Kamouraska : Charles-Alfred Desjardins (Parti conservateur)
- Lac-Saint-Jean : Joseph Girard (Parti conservateur)
- La Prairie : Cyrille Doyon (Parti conservateur)
- L'Assomption : Joseph Marion (Parti conservateur)
- Laval : Pierre-Évariste Leblanc (Parti conservateur)
- Lévis : Angus Baker (Parti conservateur)
- L'Islet : François-Gilbert Miville Dechêne (Parti libéral)
- Lotbinière : Édouard-Hippolyte Laliberté (Parti libéral)
- Maskinongé : Hector Caron (Parti libéral)
- Matane : Louis-Félix Pinault (Parti libéral)
- Mégantic : James King (Parti conservateur)
- Missisquoi : Elijah Edmund Spencer (Parti conservateur)
- Montcalm : Octave Magnan (Parti conservateur)
- Montmagny : Nazaire Bernatchez (Parti libéral)
- Montmorency : Thomas Chase-Casgrain (Parti conservateur)
- Montréal no 1 : François Martineau (Parti conservateur)
- Montréal no 2 : Olivier-Maurice Augé (Parti conservateur)
- Montréal no 3 : Damase Parizeau (Parti conservateur)
- Montréal no 4 : Alexander Webb Morris (Parti conservateur)
- Montréal no 5 : John Smythe Hall (Parti conservateur)
- Montréal no 6 : Patrick Kennedy (Parti conservateur)
- Napierville : Louis Sainte-Marie (Parti conservateur)
- Nicolet : Louis Beaubien (Parti conservateur)
- Ottawa : Nérée Tétreau (Parti conservateur)
- Pontiac : David Gillies (Parti libéral)
- Portneuf : Jules Tessier (Parti libéral)
- Québec-Centre : Victor Châteauvert (Parti conservateur)
- Québec (comté) : Charles Fitzpatrick (Parti libéral)
- Québec-Est : Joseph Shehyn (Parti libéral)
- Québec-Ouest : Félix Carbray (Parti conservateur)
- Richelieu : Louis Lacouture (Parti conservateur)
- Richmond : Joseph Bédard (Parti conservateur)
- Rimouski : Auguste Tessier (Parti libéral)
- Rouville : Alfred Girard (Parti libéral)
- Saint-Hyacinthe : Antoine-Paul Cartier (Parti conservateur)
- Saint-Jean : Félix-Gabriel Marchand (Parti libéral)
- Saint-Maurice : Nérée LeNoblet Duplessis (Parti conservateur)
- Saint-Sauveur : Simon-Napoléon Parent (Parti libéral)
- Shefford : Adolphe-François Savaria (Parti conservateur)
- Sherbrooke : Louis-Edmond Panneton (Parti conservateur)
- Soulanges : Avila-Gonzague Bourbonnais (Parti libéral)
- Stanstead : Michael Felix Hackett (Parti conservateur)
- Témiscouata : Napoléon Rioux (Parti conservateur)
- Terrebonne : Guillaume-Alphonse Nantel (Parti conservateur)
- Trois-Rivières : Télesphore-Eusèbe Normand[2] (Parti conservateur)
- Vaudreuil : Hilaire Cholette (Parti conservateur)
- Verchères : Albert Lussier (Parti libéral)
- Wolfe : Jérôme-Adolphe Chicoyne (Parti conservateur)
- Yamaska : Victor Gladu (Parti libéral)

## Sources
- Section historique du site de l'Assemblée nationale du Québec
- Jacques Lacoursière, Histoire populaire du Québec, tome 4, éditions du Septentrion, Sillery (Québec), 1997
- Élection générale 8 mars 1892 — QuébecPolitique.com